# Список умерших в 1951 году
В этой статье представлен список известных людей, умерших в 1951 году.
- См. также: *Категория:Умершие в 1951 году

## Январь
- 3 января — Иосиф Лангбард (68) — советский белорусский архитектор, заслуженный деятель искусств Белорусской ССР.
- 3 января — Гарольд Пауэр (73) — австралийский живописец.
- 5 января — Андрей Платонов (51) — русский советский писатель, прозаик; туберкулёз.
- 10 января — Синклер Льюис (65) — американский писатель, первый в США лауреат Нобелевской премии по литературе (1930); сердечный приступ.
- 14 января — Никита Изотов (48) — рабочий-шахтёр, инициатор изотовского движения по массовому обучению молодых рабочих кадровыми рабочими, один из зачинателей стахановского движения.
- 18 января — Альфред Эберлинг (79) — советский живописец, график и педагог, член Ленинградского Союза художников, один из создателей ленинградской школы живописи.
- 18 января — Джек Холт (62) — американский киноактёр.
- 23 января — Михаил Анашкин (49) — Герой Советского Союза.
- 24 января — Игнатий Крачковский (67) — русский и советский арабист.
- 25 января — Сергей Вавилов (59) — советский физик, академик (1932), основатель научной школы физической оптики в СССР, президент Академии наук СССР с 1945.
- 28 января — Карл Густав Маннергейм (83) — финский военный и государственный деятель, 6-й президент Финляндии (4 августа 1944 — 11 марта 1946).
- 27 января — Юлий Бруцкус (81) — врач, один из руководителей всемирной еврейской медицинской организации, сионистский деятель, один из основателей и лидеров ревизионистского движения.
- 30 января — Фердинанд Порше (75) — автомобильный конструктор, основатель компании Porsche.

## Февраль
- 2 февраля — Меир Гур-Арье — израильский художник.
- 2 февраля — Иван Доронин (47) — участник Великой Отечественной войны, Герой Советского Союза.
- 2 февраля — Павел Филевский (94) — историк, педагог, первый историк города Таганрога.
- 3 февраля — Фреэль (59) — французская певица, представительница «реалистической песни».
- 3 февраля — Аугуст Хорьх (82) — кузнец, инженер-конструктор, предприниматель, один из пионеров немецкой автомобильной техники.
- 5 февраля — Феодосий Львов — Герой Социалистического Труда.
- 18 февраля — Джеймс Питер Куинн (81) — австралийский художник-портретист.
- 19 февраля — Андре Жид (81) — французский писатель, лауреат Нобелевской премии по литературе (1947).
- 20 февраля — Давид Вишневский — советский военачальник, артиллерист и конструктор взрывателей, генерал-майор инженерно-артиллерийской службы, Герой Социалистического Труда.
- 24 февраля — Альфред Грюнвальд (67) — австрийский и американский либреттист, писатель, поэт.
- 24 февраля — Максим Скрыганов (59) — советский военачальник, контр-адмирал.
- 25 февраля — Павел Никулин — подполковник Советской Армии, участник Великой Отечественной войны, Герой Советского Союза.
- 26 февраля — Сабиха Касимати (38) — албанская учёная-ихтиолог, первая албанка, получившая высшее образование.
- 28 февраля — Всеволод Вишневский (50) — русский советский писатель, драматург, лауреат Сталинской премии первой степени (1950).

## Март
- 1 марта — Ян Хиршлер (67) — польский учёный биолог, профессор зоологии и сравнительной анатомии.
- 6 марта — Владимир Винниченко (70) — украинский политический и общественный деятель, революционер, писатель.
- 10 марта — Яков Николадзе (74) — советский грузинский скульптор и педагог, основоположник современной грузинской скульптуры.
- 15 марта — Леонид Лейбензон (71) — учёный-механик, специалист в области гидродинамики, теории упругости, теории фильтрации газа и нефти.
- 15 марта — Василий Юшкевич (54) — советский военачальник, генерал-полковник.
- 19 марта — Дмитрий Дорошенко (68) — политический деятель, историк, публицист, литературовед.
- 22 марта — Ласло Альмаши (55) — венгерский аристократ, автомобилист, исследователь пустынь, лётчик, шпион, скаут-лидер.
- 25 марта — Емельян Барыкин (48) — Герой Советского Союза.
- 27 марта — Иван Вацек (80) — советский государственный и политический деятель.
- 29 марта — Леонид Федулаев — генерал-майор, участник русско-японской и Первой мировой войн и Белого движения на Юге России.
- 30 марта — Иван Верховых (33) — Полный кавалер Ордена Славы.
- 31 марта — Борис Завадовский (56) — советский биолог.
- 31 марта — Андрей Яблонский (70) — советский государственный и партийный деятель, народный комиссар - министр юстиции Латвийской ССР (1940-1951).

## Апрель
- 2 апреля — Симон Барер (54) — российский и американский пианист.
- 2 апреля — Яков Луканин — сержант Рабоче-крестьянской Красной Армии, участник Великой Отечественной войны, Герой Советского Союза.
- 2 апреля — Михаил Владимирский (77) — советский государственный и партийный деятель, народный комиссар здравоохранения РСФСР (1930-1934).
- 3 апреля — Хенрик Виснапуу (61) — эстонский поэт и драматург.
- 7 апреля — Сергей Войцеховский (67) — российский и чехословацкий военачальник, генерал-майор и один из руководителей Белого движения в Сибири, участник Великого Сибирского Ледяного похода.
- 22 апреля — Дмитрий Сабинин (61) — советский ботаник, физиолог растений.
- 26 апреля — Арнольд Зоммерфельд (82) — немецкий физик-теоретик и математик.
- 29 апреля — Людвиг Витгенштейн (62) — австро-английский философ, один из основателей аналитической философии и один из самых ярких мыслителей XX века.

## Май
- 1 мая — Климентий Шептицкий — архимандрит Украинской грекокатолической церкви.
- 6 мая — Макс Губергриц — российский и украинский советский учёный-медик.
- 7 мая — Василий Ульрих (61) — советский государственный деятель.
- 8 мая — Алексей Семёнов (30) — Полный кавалер ордена Славы.
- 9 мая — Пётр Зверьков (36) — Герой Советского Союза.
- 9 мая — Яков Чернихов (61) — советский архитектор, художник, график, живописец, теоретик архитектуры.
- 10 мая — Михаил Бобров (31) — старший лейтенант Советской Армии, участник Великой Отечественной войны, Герой Советского Союза.
- 12 мая — Василий Ванин (53) — советский актёр, народный артист СССР.
- 17 мая — Александр Крамов (66) — актёр, театральный режиссёр, театральный педагог.
- 19 мая — Моше Ремез (64) — израильский политический и государственный деятель.
- 20 мая — Дмитрий Буторин (42) — участник Великой Отечественной войны, Герой Советского Союза.
- 25 мая — Эрнст Вайцзеккер (69) — германский дипломат, бригадефюрер СС.
- 25 мая — Александр Лаухин (33) — Герой Советского Союза.
- 25 мая — Пётр Савочкин (45) — Герой Советского Союза.
- 25 мая — Николай Цегельский (54) — блаженный Украинской грекокатолической церкви, священник, мученик.
- 27 мая — Томас Блэми (67) — австралийский военачальник, фельдмаршал.
- 29 мая — Дмитрий Андриевский (76) — генерал-майор, герой Первой мировой войны.
- 29 мая — Михаил Бородин (66) — российский революционер, агент Коминтерна, советский государственный и общественный деятель, с 1932 главный редактор газеты «Moscow daily news»; по разным сведениям, умер в лагере либо расстрелян в тюрьме.
- 30 мая — Герман Брох — австрийский писатель, драматург, философ, прозаик, эссеист.
- 30 мая — Штефан Няга (50) — молдавский советский композитор, пианист и дирижёр.
- 31 мая — Василий Химич (44) — Герой Советского Союза.

## Июнь
- 1 июня — Александр Лелеков (49) — Герой Советского Союза.
- 1 июня — Евгений Стельмах — Герой Советского Союза.
- 6 июня — Касим Ахмиров (28) — Герой Советского Союза.
- 7 июня — Пауль Блобель (56) — деятель германских спецслужб, штандартенфюрер СС.
- 9 июня — Ксения Держинская (62) — русская советская оперная певица (сопрано).
- 11 июня — Гамзат Цадаса (73) — аварский советский поэт, государственный деятель, Народный поэт Дагестанской АССР (1934), отец Расула Гамзатова.
- 13 июня — Джозеф Бенедикт Чифли (65) — австралийский государственный деятель, премьер-министр Австралии (1945-1949).
- 19 июня — Михаил Воронцов-Вельяминов (65) — русский общественный деятель и политик, член IV Государственной думы от Минской губернии.
- 20 июня — Иван Гришин (49) — советский военачальник, Герой Советского Союза, генерал-полковник.
- 21 июня — Николай Бабанаков — Герой Советского Союза.
- 21 июня — Фридрих Гулбис (57) — латышский поэт.
- 22 июня — Константин Благодаров — Герой Советского Союза.
- 25 июня — Иосиф Курилас (80) — украинский живописец и график.

## Июль
- 3 июля — Тадеуш Боровский (28) — польский поэт и прозаик.
- 3 июля — Арчибальд Кларк Керр (69) — британский дипломат. Барон.
- 8 июля — Василий Рязанов (50) — Герой Советского Союза.
- 10 июля — Анатолий Горюнов (48) — советский актер, народный артист РСФСР.
- 11 июля — Борис Образцов (28) — Герой Советского Союза.
- 14 июля — Наум Идельсон (66) — советский астроном-теоретик и специалист по истории физико-математических наук.
- 18 июля — Борис Пославский (53) — советский актер, заслуженный артист РСФСР.
- 19 июля — Николай Краинский (82) — украинский советский психиатр.
- 20 июля — Абдалла ибн Хусейн (69) — первый король Иордании (1946—1951) и основатель иорданской династии Хашимитов; застрелен.
- 20 июля — Николай Петровский — советский историк.
- 21 июля — Борис Бахметьев (71) — советский государственный и партийный деятель, посол Российской Республики в США (1917-1922).
- 23 июля — Анри Филипп Петен (95) — французский военный и политический деятель, глава коллаборационного правительства «Виши» во время Второй мировой войны.
- 23 июля — Адам Стефан Сапега (84) — польский кардинал.
- 24 июля — Иван Корчагин (52) — Герой Советского Союза.
- 24 июля — Мордхэ Столяр — еврейский журналист.
- 25 июля — Ферапонт Головатый (61) — советский колхозник, один из инициаторов всенародного патриотического движения по сбору средств в фонд Красной Армии в период Великой Отечественной войны; внёс собственные сбережения на постройку двух самолётов-истребителей.
- 25 июля — Джозеф Лейендекер (77) — выдающийся американский иллюстратор.
- 26 июля — Джеймс Митчелл (85) — австралийский политический деятель, губернатор Западной Австралии.
- 27 июля — Дмитрий Олейниченко (36) — Герой Советского Союза.
- 30 июля — Михаил Державин (48) — советский актер, народный артист РСФСР.
- 30 июля — Андре Мартин (76) — российско-американский химик.

## Август
- 3 августа — Иван Аляпкин (30) — Герой Советского Союза.
- 7 августа — Анна Тумаркин (76) — швейцарский философ, историк философии, психолог российского происхождения; первая в Европе женщина — профессор философии.
- 8 августа — Пётр Коняев (29) — Герой Советского Союза.
- 9 августа — Чарльз Макмёртри, Чарльз (73) — австралийский регбист, чемпион летних Олимпийских игр 1908 года.
- 12 августа — Адигам Алибаев (26) — связист войскового управления 4-й батареи 2-го дивизиона 616-го отдельного миномётного полка (3-я гвардейская танковая армия, 1-й Украинский фронт) старшина. Полный кавалер ордена Славы.
- 13 августа — Николай Грунский (78) — украинский советский ученый.
- 14 августа — Уильям Херст (88) — американский медиа-магнат и ведущий газетный издатель.
- 20 августа — Галей Динмухамедов (59) — советский государственный и партийный деятель, председатель Президиума Верховного Совета Татарской АССР (1938-1951).
- 25 августа — Хемда Бен-Йехуда (78) — израильская писательница, переводчица. Вторая жена Э. Бен-Йехуды.
- 26 августа — Эрнест Кларк (87) — британский политический деятель и администратор.

## Сентябрь
- 3 сентября — Георгий Федотов (64) — русский религиозный мыслитель, историк и публицист.
- 3 сентября — Дмитрий Вергун — галицко-русский общественный деятель, филолог, журналист, публицист и поэт.
- 5 сентября — Иван Кухарев (39) — Герой Советского Союза.
- 5 сентября — Маккаллох, Александр — британский гребец.
- 5 сентября — Евгений Пылаев (31) — Герой Советского Союза.
- 6 сентября — Ефим Щаденко (65) — революционер, советский военный и государственный деятель.
- 10 сентября — Николай Барков (38) — Герой Советского Союза.
- 14 сентября — Герц Ривкин — еврейский поэт и прозаик.
- 15 сентября — Людмила Питоева (52) — французская актриса русского происхождения.
- 18 сентября — Исраэль Рабин — историк, гебраист, деятель религиозного сионизма. Отец М.О.Рабина.
- 19 сентября — Константин Самойлов (54) — советский военно-морской деятель, контр-адмирал.
- 19 сентября — Эдвин Чил (79) — австралийский ботаник и миколог английского происхождения.
- 21 сентября — Алексей Назаров (39) — Герой Советского Союза.
- 25 сентября — Пётр Железняков (32) — Герой Советского Союза.
- 25 сентября — Егор Орсаев (41) — Герой Советского Союза.
- 26 сентября — Алексей Егоров (33) — Герой Советского Союза.
- 28 сентября — Карл Андерсен (75) — норвежский гимнаст и легкоатлет, двукратный призёр летних Олимпийских игр.

## Октябрь
- 1 октября — Нестор (Сидорук) — епископ Русской православной церкви, епископ Курский и Белгородский.
- 2 октября — Фёдор Ротко — Герой Советского Союза.
- 4 октября — Геннадий Никулин (28) — Полный кавалер Ордена Славы.
- 4 октября — Александр Суворов (37) — Герой Советского Союза.
- 5 октября — Александр Полянский (49) — Герой Советского Союза.
- 7 октября — Нифонт (Сапожков) — епископ Русской православной церкви, епископ Житомирский и Овручский.
- 7 октября — Иван-Георгий Керча (37) — писатель, культурный и общественно-политический деятель.
- 12 октября — Леон Эррол (70) — австралийский и американский актёр, комик.
- 16 октября — Захарий Олейник — советский государственный деятель.
- 17 октября — Илларион Гагуа (40) — деятель ВЧК — ОГПУ — НКВД, народный комиссар - министр государственной безопасности Абхазской АССР (1943-1950), генерал-майор.
- 20 октября — Валентин Титов (32) — Герой Советского Союза.
- 20 октября — Рудольф Крупичка (71) — чешский поэт и драматург.
- 21 октября — Абрам Корнев (44) — советский горный инженер по геолого-разведочной специальности.
- 23 октября — Лео Бирински (67) — драматург, сценарист и режиссёр еврейского происхождения.
- 27 октября — Степан Овчаров — Герой Советского Союза.
- 29 октября — Иван Бастеев (55) — Герой Советского Союза.
- 29 октября — Леонард Тримир — британский легкоатлет, бронзовый призёр летних Олимпийских игр 1908.
- 29 октября — Фёдор Шебанов (30) — Герой Советского Союза.

## Ноябрь
- 3 ноября — Алексей Бадаев (88) — советский государственный и партийный деятель, председатель Президиума Верховного Совета РСФСР.
- 4 ноября — Бартлетт Адамсон (66) — австралийский поэт, журналист и общественный деятель. Член Коммунистической партии Австралии.
- 5 ноября — Агриппина Ваганова (72) — выдающаяся русская балерина, педагог, балетмейстер, народная артистка РСФСР (1934).
- 13 ноября — Михаил Кардаш (63) — Герой Социалистического Труда.
- 13 ноября — Николай Метнер (70) — русский композитор и пианист.
- 17 ноября — Илья Бачелис (49) — советский кинодраматург.
- 18 ноября — Левон Шант (82) — армянский писатель, новеллист и политический деятель.
- 20 ноября — Сергей Докин (33) — старший сержант Советской Армии, участник Великой Отечественной войны, Герой Советского Союза.
- 23 ноября — Александр Ефремов (74) — советский политический деятель, народный комиссар - министр станкостроения СССР (1941-1949).

## Декабрь
- 1 декабря — Ежи Лалевич — пианист-виртуоз, педагог, профессор Венской музыкальной академии и Национальной консерватории в Буэнос-Айресе.
- 2 декабря — Джон Мак-Коннелл Блэк (96) — шотландский ботаник и лингвист.
- 7 декабря — Эдвард Лидскалнин (64) — эксцентричный латвийский эмигрант в США и скульптор-любитель.
- 7 декабря — Борис Мельников (28) — участник Великой Отечественной войны, Герой Советского Союза.
- 12 декабря — Василий Банников (26) — полный кавалер ордена Славы.
- 14 декабря — Николай Дузе (61) — военный деятель Латвии.
- 15 декабря — Арчибальд Кейзерлинг — командующий латвийскими ВМС.
- 16 декабря — Персивал Серл (80) — австралийский учёный-биограф, историк литературы и писатель.
- 19 декабря — Александр Ливеровский (84) — российский инженер путей сообщения, доктор технических наук.
- 21 декабря — Илья Шлепянов (51) — русский советский театральный режиссёр и художник.
- 23 декабря — Альфред Калныньш (72) — латвийский и советский композитор.
- 25 декабря — Иван Берсенев (62) — актёр, народный артист СССР.
- 25 декабря — Пётр Кагыкин (39) — сержант Рабоче-крестьянской Красной Армии, участник Великой Отечественной войны, Герой Советского Союза.
- 28 декабря — Евгений Шмидт-Очаковский (62) — сын Петра Петровича Шмидта.
- 31 декабря — Максим Литвинов (75) — революционер, советский дипломат и государственный деятель.